# Gilberto Agustoni
Gilberto Agustoni (Schaffhausen, 26 de julho de 1922 – 13 de janeiro de 2017) foi um cardeal suíço, prefeito emérito do Supremo Tribunal da Assinatura Apostólica. Em 18 de dezembro de 1986 o Papa João Paulo II o ordenou Bispo titular de Caprulae.  
Gilberto Agustoni morreu em 13 de janeiro de 2017, aos 94 anos.